# Aimee Laurence

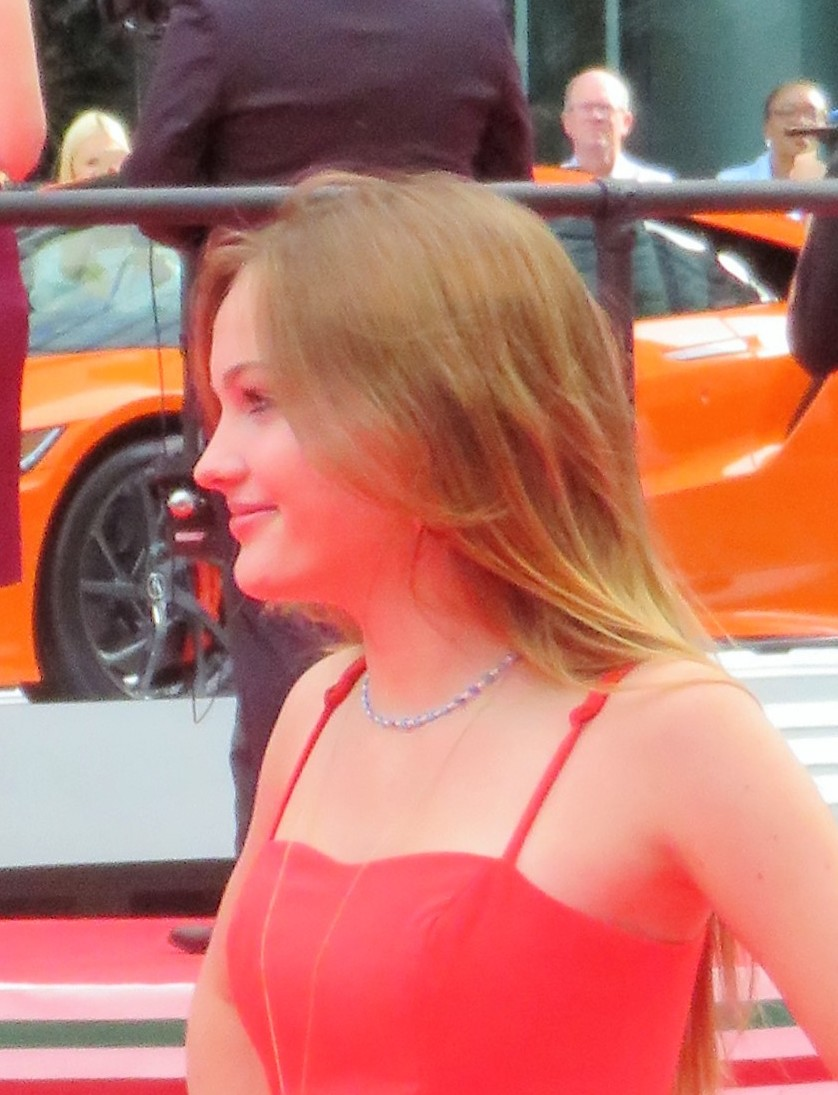
Aimee Laurence

Aimee Laurence (* 5. Februar 2005) ist eine US-amerikanische Schauspielerin. Sie ist vor allem durch ihre Rolle der Summer in der Fernsehserie The Path bekannt.

## Leben
Aimee Laurence ist die Schwester der Schauspielerinnen Oona Laurence (* 2002) und Jeté Laurence (* 2007).
Laurence debütierte 2012 als Kinderdarstellerin in dem Kurzfilm All the Broken Pieces, es folgten Gastauftritte in Fernsehserien. 2016 erhielt sie die Rolle der Summer in der Fernsehserie The Path.

## Filmografie
- 2012: All the Broken Pieces (Kurzfilm)
- 2013: April, March (Kurzfilm)
- 2014: The Blacklist (Fernsehserie, Episode 1x12)
- 2014: Chicago Fire (Fernsehserie, Episode 2x20)
- 2014–2017: Chicago P.D. (Fernsehserie, 3 Episoden)
- 2014: Tumorhead (Kurzfilm)
- 2014: The Leftovers (Fernsehserie, Episode 1x05)
- 2015: Future Relic 03 (Kurzfilm)
- 2015: Damsel
- 2015: Albert the Dog (Kurzfilm)
- 2017: Marvel’s Iron Fist (Fernsehserie, Episode 1x01)
- 2016–2018: The Path (Fernsehserie, 30 Episoden)
- 2019: Der Distelfink